# Southwest Greensburg (Pensilvania)
Southwest Greensburg es un borough ubicado en el condado de Westmoreland en el estado estadounidense de Pensilvania. En el año 2000 tenía una población de 2.398 habitantes y una densidad poblacional de 2,317.3 personas por km².

## Geografía
Southwest Greensburg se encuentra ubicado en las coordenadas 40°17′36″N 79°32′55″O / 40.29333, -79.54861.

## Demografía
Según la Oficina del Censo en 2000 los ingresos medios por hogar en la localidad eran de $35,750 y los ingresos medios por familia eran $43,929. Los hombres tenían unos ingresos medios de $31,219 frente a los $24,613 para las mujeres. La renta per cápita para la localidad era de $18,281. Alrededor del 6.8% de la población estaba por debajo del umbral de pobreza.